# Gai Qu
| Tibetische Bezeichnung        |
| ----------------------------- |
| Tibetische Schrift: ཀེ་ཆུ       |
| Wylie-Transliteration: ke chu |
| Chinesische Bezeichnung       |
| Vereinfacht: 盖曲             |
| Pinyin:Gài Qū                 |

Der Gai Qu (chinesisch 盖曲, Pinyin Gài Qū; tib. ཀེ་ཆུ tib. ke chu, offiziell Gê Qu) ist ein Nebenfluss des Mekong im Kreis Jomda und im Stadtbezirk Karub im Autonomen Gebiet Tibet der Volksrepublik China.
Auf manchen Karten heißt der Fluss nach dem Zusammenfluss mit dem Zi Qu beim Dorf Batong (巴通村,  Bātōng cūn – Lage) in der Gemeinde Mianda bis zur Mündung in den Mekong Zi Qu (chinesisch 子曲, Pinyin Zǐ Qū; tib. rtsi chu,).